# Frövi
Frövi is een plaats in de gemeente Lindesberg in het landschap Västmanland en de provincie Örebro län in Zweden. De plaats heeft 2493 inwoners (2005) en een oppervlakte van 368 hectare. De plaats heeft een papierfabriek museum.

## Verkeer en vervoer
Bij de plaats loopt de Länsväg 249.
De plaats heeft een station aan de spoorlijn via de Bergslagen en de Bergslagsbanan.